# Mengjiangnü
Mengjiangnü (Chinees: 孟姜女; Pinyin: Mèng Jiāng Nǚ) was een Chinese vrouw en komt uit het Chinese volksverhaal Mengjiangnü ku changcheng (孟姜女哭长城), dat geschreven staat in Hoofdstuk Xianggong 23e jaar van het Commentaar van Mijnheer Zuo op de Lente- en Herfstannalen. Meng betekent "oudste zoon/dochter" en Jiang is haar familienaam. Nü betekent vrouw. Volgens verhalen was zij een mooie vrouw en ze komt meerdere malen voor in het Boek der Liederen (Shijing). Haar vader was de laatste koning van het toen inmiddels vergane Oost-Chinese staat Qi.

## Mengjiangnü ku changcheng (=Mengjiangnü huilt bij de Chinese Muur)
Het volksverhaal gaat als volgt: tijdens de Qin-dynastie werd onder het bewind van keizer Qin Shihuang de bouw van de Chinese Muur gestart. Hierbij kwamen zeer veel mensen om door uitputting en andere zaken. De lijken werden in de muur gestopt. Mengjiangnü trouwde met Fan Jiliang (范杞良) en was zeer gelukkig. Hun huwelijk duurde niet lang, want op hun huwelijksnacht werd de echtgenoot door mensen opgepakt om mee te werken aan de bouw van de muur. Niet lang daarna ging Mengjiangnü op zoek naar haar echtgenoot om hem warme kleding te brengen. Na zeer veel tijd zoeken langs de muur, zei iemand tegen haar dat haar man inmiddels was overleden en was begraven in de Chinese Muur. Na het horen van deze zin, barstte zij in grote tranen uit en huilde zo hard dat het te horen was op een afstand van 800 li (ongeveer 461 km) op de muur. Het stuk muur waar haar mans overschot lag barstte open. Zij herkende gelijk de kenmerken van haar man. Al snel verspreidde dit verhaal zich naar alle uithoeken van China. De keizer was zo ontroerd over dit verhaal en was ervan overtuigd dat zij een godin (天人) was. Hij vroeg haar als concubine ten huwelijk. Zij stemde toe in dit huwelijk, maar had één voorwaarde en dat was dat de keizer een altaar voor haar oud-echtgenoot zou bouwen en zou gaan offeren. De keizer ging akkoord en ze trouwden. Daarna werden de botten van Fan Jiliang in de zee geworpen.
Op de plaats zij de botten wierp, staat nu de Mengjiangnütempel (孟姜女庙).